# 福島正則屋敷跡
福島正則屋敷跡（ふくしままさのりやしきあと）は、長野県上高井郡高山村にある史跡。長野県史跡に指定されている（1966年3月31日指定）。元和5年（1619年）、安芸・備後両国の大名福島正則が広島城の無断普請を理由に領地を没収され、この地に転封を命じられて居住した所である。高井野藩4万5千石（後に2万5千石を返上）の藩庁が置かれた。

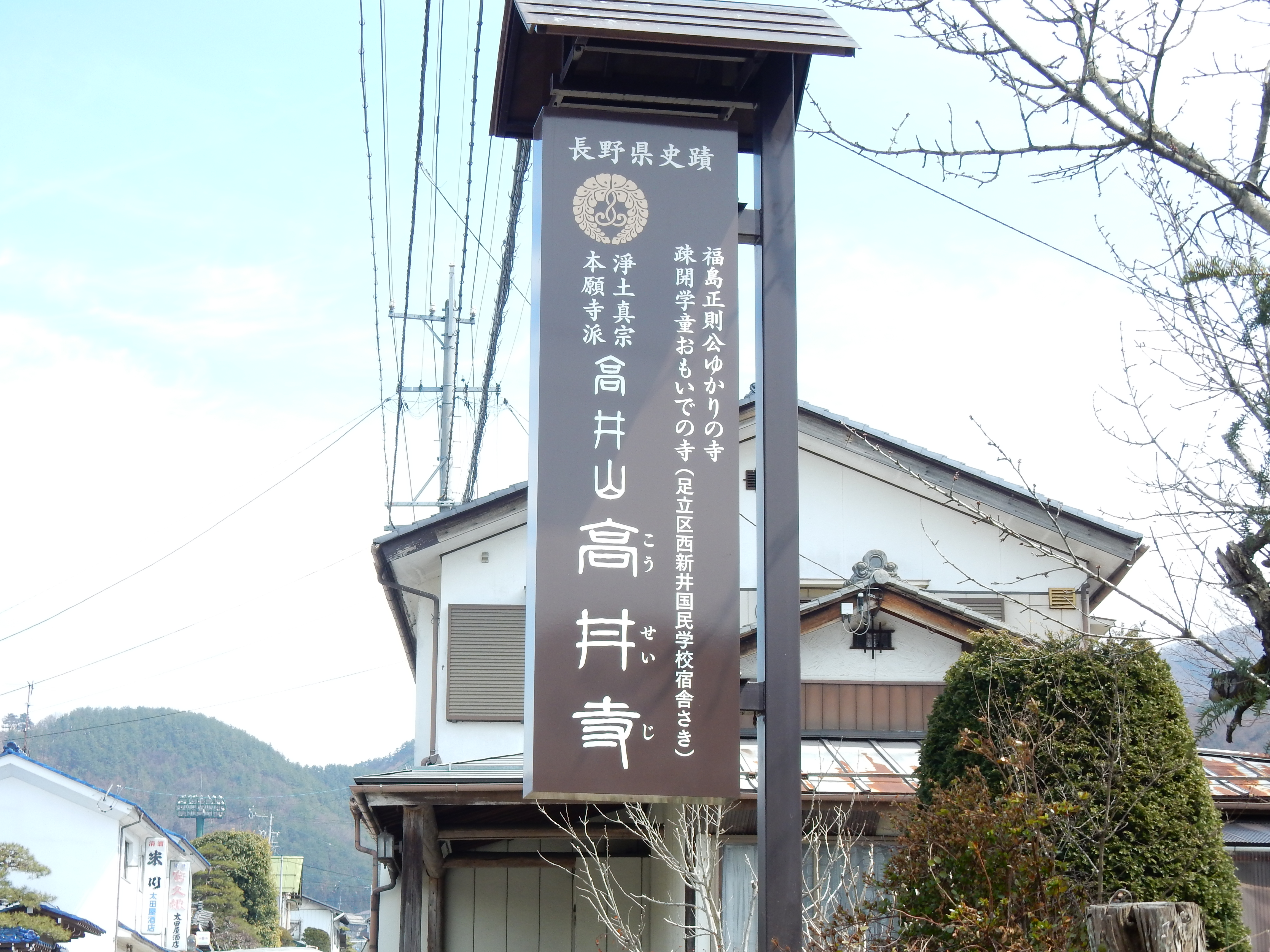
長野県高山村にある福島正則改易後の住居跡、高井寺(こうせいじ)の看板

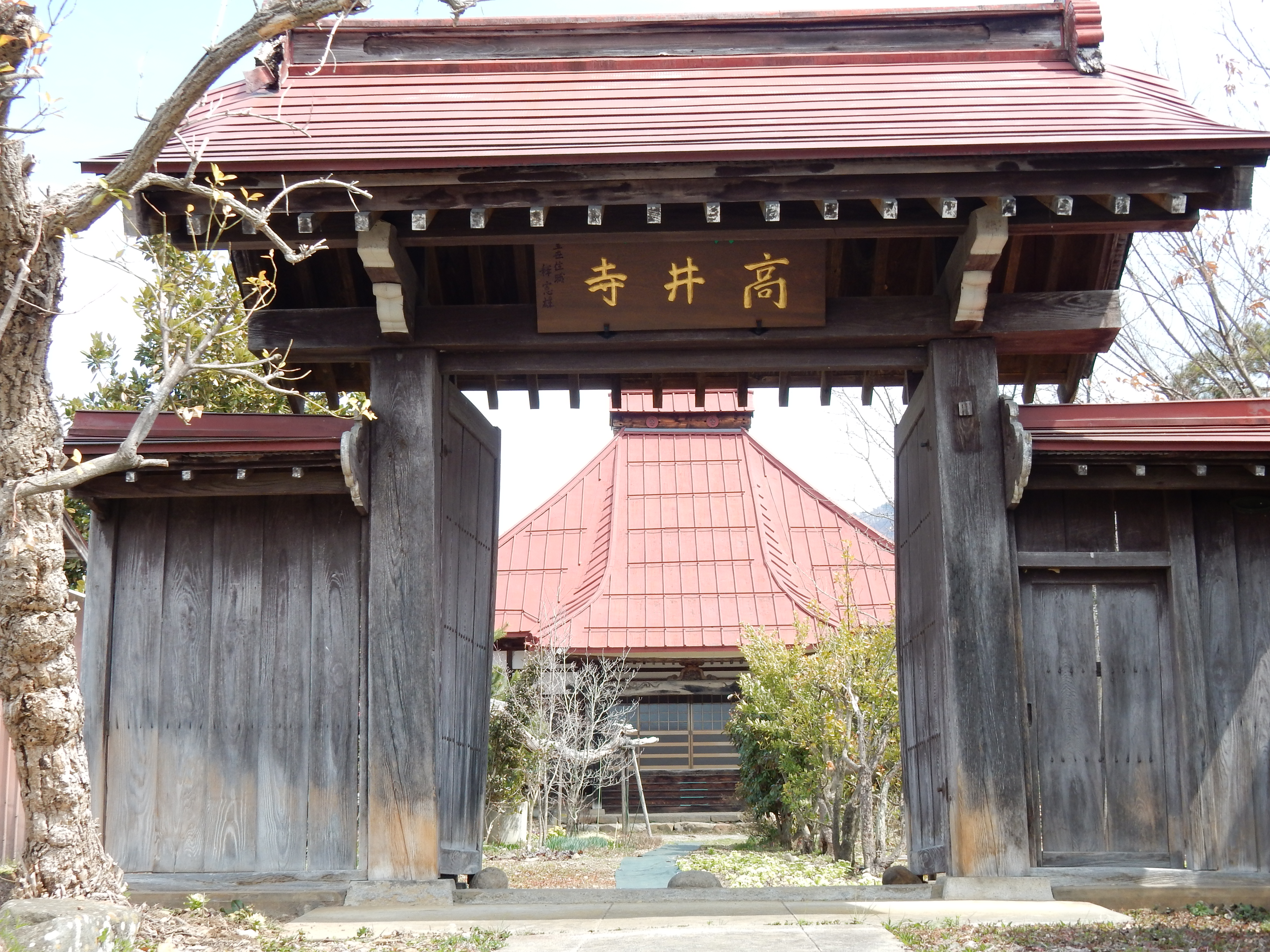
長野県高山村にある福島正則改易後の住居跡、高井寺(こうせいじ)の山門

## 概要
屋敷は103m×70mの方形単郭の平城であったが、東北隅に高さ5mの土塁が残存するのみで、屋敷跡の中央には高井山高井寺（たかいさんこうせいじ）が建っている。
現存する石垣は、安政年間(1854-1860)に高井寺が土塁や空堀を壊して修築の手を加えたものであり、往時の面影はない。
高井寺には、福島正則の遺品として肖像画、槍先、仏舎利、掛軸（正則の高井野での功績をたたえた絵伝）が伝えられている。
福島正則屋敷跡 
　昭和四十一年三月三十一日指定
```
　　長野県教育委員会
一、この旧館跡は東西五十七間半（約一〇四．五米）南北四十間（約七二.七米）面積七反六畝（約七十六アール）あり、四方に高土壘を築き壘の外に空濠を廻らしてあった。 現在東北隅に高さ約二米、長さ約十九米の土壘が残存している。
一、正則は元和五年（一六一九）六月城地没収となり、上高井郡二万石、越後魚沼郡二万五千石併せて四万五千石の捨扶持を与えられ高井野の地に住居を定めたのである。
一、正則の在館年数はわずか数年であったが、領内の検地を行い、高井野原の用水堰を開き、松川治水の築堤西条新田の開拓など民政に尽くした功績が大きい。
一、寛永元年（一六二四）七月十三日六十四歳で病死した。 正則はかねて本村赤和に海福寺を興して菩提寺としようとしたが、故あって位牌は領内雁田小布施の岩松院に納められ廟所も同寺境内に設けられた。
　昭和四十一年三月
　　高山村教育委員会
```

## 正則公供養塔
寺内には安政2年（1855）に建立された正則公の供養塔がある。碑文は、「海福院殿前三品相公月翁正印大居士」。

## 所在地
長野県上高井郡高山村大字高井堀之内

## 交通アクセス
- JR長野駅 長野電鉄長野駅から須坂駅、長電バス堀之内下車、徒歩3分

## 周辺観光スポット
- 福島正則荼毘所跡
- 正則公霊廟（岩松院）
- 信州高山温泉郷
- 山田温泉キッズスノーパーク（山田温泉スキー場）
- YAMABOKUワイルドスノーパーク（山田牧場スキー場）
- 山田温泉
- 五色温泉
- 七味温泉
- 松川渓谷
- 雷滝
- 八滝
- 高山村五大桜　シダレザクラ（枝垂れ桜）（村内各地）
- 歴史公園信州高山一茶ゆかりの里一茶館